# Highstead Arboretum
El Arboreto Highstead en inglés: Highstead Arboretum es un jardín botánico de 146 000 metros cuadrados (36 acres) de extensión, y  Área preservada, con Arboreto que se encuentra en Redding, estado de Connecticut. 
Es miembro del North American Plant Collections Consortium gracias a ser el depositario de la colección nacional de Kalmia (con 82 taxones, 3 spp, 76 cultivares, 4 formas, 2 híbridos).

## Localización
Highstead Arboretum 127 Lonetown Road, P.O. Box 1097 Redding, Fairfield County, Connecticut CT 06875 United States of America-Estados Unidos de América.
Planos y vistas satelitales.41°19′30.36″N 73°23′16.08″O / 41.3251000, -73.3878000
Se encuentra abierto al público en las horas de luz del día, todos los días previa reserva, excepto en Día de Año Nuevo, Día de Acción de Gracias, y Navidad.

## Historia
Desde su formación en 1982 el Sr. James Dudley y señora, Highstead se ha convertido en un santuario para el estudio y el aprecio de las plantas y de los hábitat de arbolado. 
Las últimas dos décadas han atestiguado el crecimiento y la actividad creciente en Highstead que han conseguido un paisaje atractivo, instalaciones excelentes y una gama de programas eficaces.  

## Colecciones
El Highstead Arboretum alberga varias colecciones de plantas, destacando: 

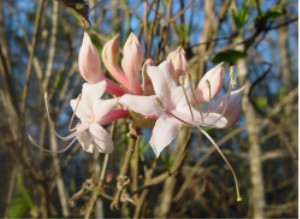
Rhododendron atlanticum una de las azaleas caducifolias.

- « Colección de Árboles y Arbustos Nativos » con las plantas nativas que se pueden encontrar en un radio de 100 millas alrededor del  arboreto.
- « Colecciones de Clethras y de Kalmias », por ser el depositario de la colección nacional de Kalmia (con 82 taxones, 3 spp, 76 cultivares, 4 formas, 2 híbridos), es miembro del North American Plant Collections Consortium.
- « Colección de Laureles de Montaña », incluye 3 de las 7 especies de laurel. Highstead se enorgullece de poseer una colección de cultivares de Kalmia latifolia, que es la flor del estado de Connecticut, y una significativa colección de especies del género de las que es « International Cultivar Registration Authority ».
- « Azaleas Caducifolias », con 14 especies de azaleas caducifolias (3 nativas).
- Invernadero
- Un Herbario con más de 1,000 especímenes.
- Biblioteca

## Actividades
Highstead Arboretum Aademás del arboreto en sí mismo comprende unos cientos cincuenta acres de hábitat diversos, arbolado, prados, charcas, y pantano, con más de dos millas de senderos, de paseos alrededor de las lagunas, y de circuitos de paseo que exponen a los visitantes a los diferentes hábitat así como a las colecciones de árboles y  arbustos nativos, de Kalmia, de azaleas, y Clethras.
Con un desarrollo cada vez mayor de los estudios ecológicos y de la conservación e investigación histórica conducida en colaboración con grupos locales, regionales y nacionales incluyendo confianzas de tierra locales, la conservación de la naturaleza, y el « Harvard Forest » de la Universidad de Harvard.
Cada temporada se incrementan demostraciones de investigación y diversas conferencias, talleres, senderismo, arte, y programas de actividades manuales para los visitantes, los colaboradores y los miembros.